# Kašpar Rojko
Kašpar Rojko (německy Caspar Royko, slovinsky Gašpar Rojko (1. ledna 1744 Metava pri Malečniku – 20 dubna 1819 Praha) byl slovinsko-rakouský římskokatolický kněz, teolog a vysokoškolský učitel. Je považován za jednoho z nejvýznamnějších a zároveň nejradikálnějších osvícenců v Rakouské monarchii. V letech 1797–1798 působil jako rektor Ferdinandovy univerzity v Praze (Univerzita Karlova).

## Život
Royko se narodil v Metavě na rodovém panství poblíž Marburgu (Maribor) ve Slavonii (pozdější Slovinsko), první školní vzdělání získal v Marburgu. Vysokoškolská studia zahájil na univerzitě ve Štýrském Hradci, v roce 1763 přešel na studia práv na univerzitě ve Vídni. Zde se zaměřil na kánon a přirozené právo, byl studentem mj. Paula Josepha von Rieggera a Karla Antona von Martini. Později se vrátil na univerzitu ve Štýrském Hradci, kde nyní studoval teologii a získal titul doktora teologie, nakonec byl v roce 1766 vysvěcen na kněze. V dalších letech působil jako farář v rodném regionu Zellnitz a ve Witscheinu.
V roce 1773 se vrátil na univerzitu do Štýrského Hradce, kde přijal profesuru v oborech logiky, metafyziky a etiky na zdejší filozofické fakultě. Jen o rok později, roku 1774, přešel na teologickou fakultu jako řádný profesor církevních dějin a v roce 1777 byl jmenován dorektorem zdejšího kněžského semináře. Zde byl mimo jiné jeho žákem mj. rakouský teolog Johann Ritter von Kalchberg.
Po přeměně štýrskohradecké univerzity na lyceum v roce 1782 odešel Royko na Ferdinandovu univerzitu do Prahy. Tam mu bylo svěřeno vedení katedry církevních dějin. V akademickém roce 1790–1791 byl zvolen děkanem teologické fakulty, v akademickém roce 1797–1798 pak rektorem univerzity. Jeho osvětové a kritické přednášky byly velmi oblíbené. První dva svazky jeho díla Hstorie velkého všeobecného církevního shromáždění v Kostnici (Geschichte der großen allgemeinen Kirchenversammlung zu Kostnitz) však církev vyhodnotila jako nežádoucí a zařadila knihu na Index Librorum Prohibitorum. V tomto spise Royko zpochybnil církevní doktrínu o neomylnosti rad, obhajoval episkopální církevní model a prosil o dogmatickou rehabilitaci Jana Husa.
Již v roce 1791 byl Royko císařem jmenován členem vládního Guberina a rádcem pro duchovní záležitosti, následně se pak aktivně angažoval v české státní církevní politice. V roce 1794 byl císařským dekretem pověřen jako prelát řízením komise pro úpravu perových mas v Čechách. V roce 1807 opustil všechny dosavadní úřady a odešel do penze. Téhož roku byl pak 28. července jmenován kanovníkem při kolegiální nadaci kostela Všech svatých na Pražském hradě.
Kašpar Royko zemřel 20. dubna 1819 v Praze ve věku 75 let. Pohřben byl na Malostranském hřbitově.

## Dílo (výběr)
- Geschichte der großen allgemeinen Kirchenversammlung zu Kostnitz (4 díly, Praha a Št. Hradec, 1781–1785).
- Synopsis historiae Religionis (Praha, 1785)
- Einleitung zur christlichen Religions- und Kirchengeschichte (Diesbach, Praha, 1788)
- Geistliche Religions- und Kirchengeschichte, (4 díly, Widtmann, Praha, 1789–1795)